# Francesco Sacchi
Francesco Sacchi (Lecco, 22 gennaio 1937 – Carate Brianza, 6 ottobre 2016) è stato un compositore, arrangiatore e direttore di coro italiano.

## Biografia
Conseguì il diploma in pianoforte al conservatorio "G. Verdi" di Milano con il Maestro Dante Cipollini e in composizione al Conservatorio "G. Nicolini" di Piacenza con Bruno Bettinelli.
Fu inoltre direttore dei cori di soli voci maschili: “Nives” di Premana e “Coro Alpino Lecchese” di Lecco.
Notevole il suo impegno per la ricerca e la divulgazione del canto popolare per il quale egli pubblicò due raccolte intitolate “Armonizzazioni e canti d'autore”.

## Composizioni
Realizzò due suite per voci bianche, su testi di Gianni Rodari, intitolate “I colori dei mestieri” e “La famiglia punto e a capo”; su libretto di Carla Airoldi l'operina "II Principe Felice" di Oscar Wilde; su libretto di Carlo Del Teglio l'operina "Florandia "; per l'organo Serassi di Galbiate compose “Fantasia” e su testi di Carlo Del Teglio cinque liriche dal titolo "Sulle rive del tempo".
Ultima opera in ordine di tempo, realizzata dalla San Paolo per la Nuova Luce, l'ha visto impegnato come arrangiatore in collaborazione con Sabrina Lavecchia e Irenne Coronado.